# Vuelo 992 de Dana Air
El vuelo 992 de Dana Air fue un vuelo regular que se estrelló el 3 de junio de 2012 sobre edificios de la ciudad de Lagos (Nigeria) en el barrio Iju, cerca del Aeropuerto Internacional Murtala Muhammed. El accidente, se cree que pudo ser debido al fallo de sendos motores y el consiguiente aterrizaje de emergencia, dando como resultado la muerte de las 153 personas que viajaban a bordo así como seis muertes más en tierra y un número sin determinar de heridos en tierra. Entre las víctimas estaba Alhaji Ibrahim Damcida, el vicesecretario del Ministerio de Industria.
La investigación posterior concluyó que ambos motores habían sufrido pérdida de potencia y que la tripulación no había seguido los procedimientos apropiados.
El vuelo 992 de Dana Air tiene en su haber el segundo en número de muertes en Nigeria tras el desastre aéreo de Kano en 1973. Es el accidente más grave ocurrido en un MD 83 y el segundo más grave de la serie MD 80 después del vuelo 1308 de Inex-Adria Aviopromet
Fue el desastre aéreo más grave de 2012.

## Aeronave

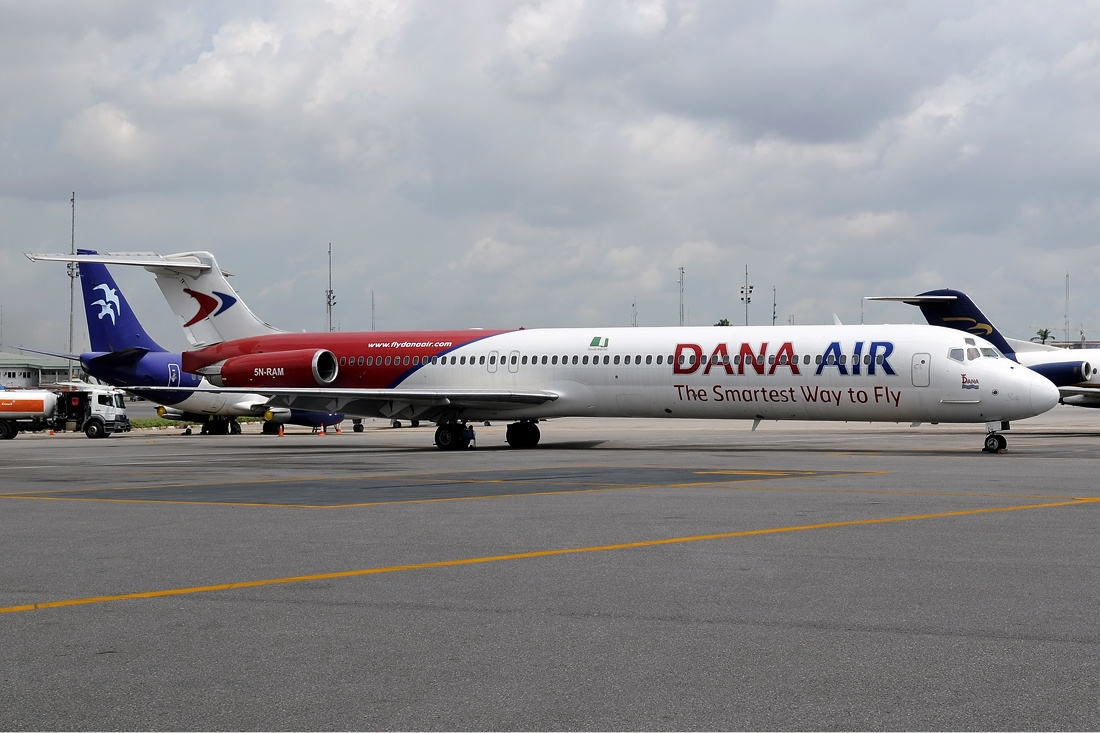
5N-RAM, el avión involucrado en el accidente, en el aeropuerto de Lagos en 2009.

El avión se trata de un MD-83 bimotor, con registro en Nigeria como 5N-RAM. Había formado parte de la flota de Alaska Airlines (N944AS) tras su construcción en 1990 antes de ser adquirido por Dana Air en febrero de 2009. La aeronave acumulaba 60.846 horas de vuelo desde su construcción. Los motores izquierdo y derecho tenían 54.322 y 26.025 horas de vuelo total respectivamente. El último mantenimiento del avión había tenido lugar el 1 de junio de 2012, dos días antes del accidente.

## Accidente
El accidente tuvo lugar después de que la tripulación avisara de problemas con los motores y declararan una emergencia a 11 millas náuticas (20,4 km) del aeropuerto. El MD-83 se estrelló entonces en un barrio próximo al aeropuerto, aparentemente aterrizando en su cola y produciendo un gran incendio.
La escena del accidente pronto se volvió caótica, informando The Sun que miles de residentes de Lagos intentaron aproximarse al lugar. Los bomberos intentaron llevar mangueras al lugar mientras el ejército intentaba dispersar a los curiosos. Los curiosos empezaron a lanzar piedras a los soldados como represalia. El agua para combatir el incendio se retrasó varias horas debido a la escasez de camiones de bomberos, por lo que los civiles trataron de luchar contra el fuego a mano con cubos de plástico. Los camiones con agua procedentes de una construcción cercana tuvieron dificultades para llegar al lugar debido a las estrechas carreteras del barrio.

## Investigación
El acceso al lugar estuvo inicialmente restringido por el fuego, y más tarde por los fuertes vientos y precipitaciones. Los rescatadores expresaron su preocupación de que un apartamento de tres plantas colapsara.
El gobierno federal creó una comisión para investigar el accidente.
Tanto la grabadora de voz como la de datos fueron recuperadas y entregadas a la Oficina de Investigación de Accidentes. Dado que el avión había sido fabricado en Estados Unidos, la NTSB envió un observador a la investigación.
El daño tras el accidente era tan elevado que resultaba imposible obtener ninguna información del lugar, si bien si se pudieron rescatar las grabadoras. El capitán informó del encendido de la luz de alerta de motor y posteriormente de un fallo de los dos motores durante la aproximación, con el tren desplegado y los flaps totalmente extendidos.

### Informe final
El 13 de marzo de 2017, se publicó y se hizo público un informe final de 210 páginas de la AIB de Nigeria sobre el accidente.
La investigación identificó los siguientes factores causales probables:
- El motor número 1 perdió potencia a los diecisiete minutos de vuelo y, posteriormente, en la aproximación final, el motor número 2 perdió potencia y no respondió al movimiento del acelerador a pedido de mayor potencia para sostener la aeronave en su configuración de vuelo.
- La omisión inapropiada del uso de la lista de verificación y la incapacidad de la tripulación para apreciar la gravedad del problema relacionado con la energía, y su posterior fracaso para aterrizar en el aeródromo adecuado más cercano.
- Falta de conciencia de la situación, toma de decisiones inadecuada y mala habilidad para el vuelo.